# Rivalidade entre Chelsea F.C. e Leeds United F.C.
A rivalidade entre o Chelsea e o Leeds United é uma rivalidade futebolística entre o Chelsea, de Londres, e o Leeds United, de Yorkshire. A rivalidade começou a surgir na década de 1960, após uma série de jogos muito disputados e polêmicos, quando os dois clubes se envolveram frequentemente na luta por títulos nacionais e europeus, culminando na final da FA Cup de 1970, que é considerada um dos jogos mais físicos da história do futebol inglês.
O contraste entre os clubes também alimentou a rivalidade, resumida como "Yorkshire grit versus flash Cockney". A rivalidade entre os clubes transbordava frequentemente para as bancadas: no auge do hooliganismo no futebol britânico, nas décadas de 1970 e 1980, o Chelsea Headhunters e o Leeds United Service Crew eram dos mais notórios ultras de futebol e tiveram numerosos encontros violentos entre si. O hooliganismo foi efetivamente reduzido a partir da década de 1990 e a rivalidade diminuiu desde então.
Na Official Chelsea Biography, o Leeds foi citado como uma das maiores rivalidades do Chelsea. No entanto, o rebaixamento do Leeds da Premier League em 2004 efetivamente encerrou a rivalidade; os clubes só se encontraram uma vez em dezesseis anos depois. Os clubes se encontraram novamente na temporada  Premier League de 2020–21, já que o Leeds United foi promovido após vencer a EFL Championship de 2019–20. O primeiro desses encontros terminou com uma vitória do Chelsea por 3-1, em Stamford Bridge, a 5 de dezembro de 2020, e ressurgiram provas da rivalidade. No Football Fans Census de 2003, enquanto os adeptos do Leeds apontaram o Chelsea como o seu segundo maior rival, atrás do Manchester United, os fãs do Chelsea consideram o Arsenal como o seu principal rival, seguido de uma rivalidade com o Tottenham Hotspur e o Manchester United.

## História
| “                                       | A história é sempre uma constante, mesmo quando não estamos perto deles. De forma tão previsível como o toque final do pé do Cabo Jones, quando os torcedores do Leeds se reúnem em qualquer bancada, cantam a sua canção sobre os rivais de Cockney. "Vai buscar a arma do teu pai e mata a escória do Chelsea". Por vezes, os torcedores do Chelsea ainda retribuem com uma elegia ao ódio do Leeds ao som de "The Dambusters March". | ” |
| — Rick Glanvill, historiador do Chelsea | |   |

### Os primeiros anos
O Chelsea foi fundado em 1905 e o Leeds United em 1919. Ambas as equieas oscilaram entre a Primeira e a Segunda Divisões nos seus primeiros anos, e nenhuma ganhou um troféu importante antes da Segunda Guerra Mundial. Os clubes defrontaram-se pela primeira vez num jogo competitivo da Second Division em 10 de dezembro de 1927, com uma vitória do Leeds por 5-0. O Leeds também venceu por 3 a 2 o jogo de volta em Stamford Bridge naquela temporada, garantindo a promoção de volta à First Division. Em 1952, disputaram um jogo difícil da quinta eliminatória da Copa da Inglaterra, que exigiu três jogos para se chegar a um vencedor. O Chelsea acabou por vencer por 5-1 numa segunda repetição em Villa Park. Os três jogos foram assistidos por um público total de quase 150.000 espectadores e, tal foi o grau de violência com que o Chelsea se defrontou, que teve de fazer sete alterações na sua equipe para o jogo seguinte.

### Anos 1960
Foi na década de 1960 que surgiu uma rivalidade significativa entre os clubes. Sob a direção de Don Revie, o Leeds tornou-se pela primeira vez uma força do futebol inglês, com a conquista do título de campeão em 1969. O Chelsea, por sua vez, também havia passado por um renascimento sob o comando de Tommy Docherty e também disputou o título na década de 1960. Na década seguinte, os dois clubes se enfrentariam em diversas partidas importantes e muito disputadas. O goleiro do Chelsea, Peter Bonetti, opinou que a rivalidade entre as equipes surgiu porque "o Leeds tinha um nome, uma reputação de ser sujo... [Nós igualávamo-nos a eles no aspeto físico, porque tínhamos os nossos próprios jogadores que eram físicos... Não éramos diferentes na forma como jogávamos". Tommy Baldwin disse: "Sempre que jogávamos contra o Leeds, havia muitos jogos anteriores para acertar. Parecia sempre uma loucura, com toda a gente a dar pontapés uns aos outros". Norman Hunter disse que ele e o atacante do Chelsea Peter Osgood compartilhavam uma "rivalidade tremenda". Corria frequentemente o boato de que Osgood estava no topo da lista do infame "livro negro" de Jack Charlton de jogadores de quem pretendia vingar-se, embora o próprio Charlton tenha afirmado que se tratava, na realidade, de outro jogador do Chelsea, sem nome. Johnny Giles recordou o "tipo especial de animosidade" entre as equipes e o seu "anterior" com Eddie McCreadie.
A rivalidade foi também alimentada pela tradicional divisão Norte-Sul em Inglaterra, e pelo fato de os clubes terem imagens e filosofias marcadamente diferentes. O Chelsea era associado ao bairro da moda de King's Road e a celebridades como Raquel Welch e Steve McQueen. O Leeds era visto como uma equipe cínica, ainda que talentosa, com um estilo que alguns observadores consideravam "sujo". Damien Blake, de When Saturday Comes, escreveu que "o Chelsea era os Beatles (atraentes, elegantes, na moda) para os Stones do Leeds (rudes, violentos, sensuais, que saíam com Marianne Faithfull)". Chelsea, por outro lado, eram os rapazes largos de Londres, seguidores dedicados da moda. Enquanto o Leeds bebia chá e jogava às cartas, o Chelsea bebia e andava atrás de meninas [mas] quando se tratava de jogos entre os dois, no entanto, a guerra estava declarada".
Em 1964–65, o Chelsea e o Leeds disputaram o título da liga com o Manchester United e enfrentaram-se num jogo da liga em Stamford Bridge, em setembro de 1964. O repórter do Yorkshire Evening Post observou que "'Não importa a bola' parecia estar na ordem do dia, com as placagens irresponsáveis a agitarem os ânimos". Bobby Collins retaliou "ferozmente" contra Ron Harris e uma placagem de McCreadie a Giles fez com que este saísse de campo numa maca, reduzindo o Leeds a dez homens durante o resto do jogo. Em 1966, as equipes defrontaram-se numa eliminatória da quarta rodada da Copa da Inglaterra, onde uma multidão de 57.000 espectadores viu o Chelsea vencer por 1-0 com um gol de Bobby Tambling, um jogo em que "a jovem equipe do Chelsea resistiu a uma agressão quase contínua do Leeds".
A rivalidade intensificou-se quando se voltaram a defrontar na Copa da Inglaterra um ano mais tarde, desta vez numa semifinal disputada em Villa Park, que o Chelsea venceu por 1-0. Num jogo com uma luta "assustadoramente impiedosa", o goleiro do Leeds Gary Sprake pontapeou o meio-campo do Chelsea John Boyle na cara, enquanto disputavam uma bola alta, um rancor que ainda se mantinha quando as equipes se encontraram na final da Copa da Inglaterra, três anos mais tarde. Houve ainda mais controvérsia quando foram anulados dois gols tardios do Leeds; um gol de Terry Cooper foi anulado por fora de jogo e um gol de Peter Lorimer de longa distância foi anulado por ter sido cobrado um livre demasiado rápido. As opiniões sobre a decisão do fora de jogo foram mistas, embora Docherty tenha admitido que não se teria queixado se o segundo gol tivesse sido anulado. Seis meses mais tarde, o Leeds vingou-se ao derrotar o Chelsea sem treinador (Docherty tinha saído no dia anterior) por 7-0 em Elland Road, a sua maior vitória de sempre no jogo.

### Anos 1970
Os clubes defrontaram-se seis vezes durante a temporada 1969–70. O Leeds venceu os dois jogos do campeonato, por 2-0 em Elland Road e 5-2 em Stamford Bridge. O jogo em Elland Road, a 20 de setembro de 1969, continuou na mesma linha dos encontros anteriores. Um jornalista do Yorkshire Post lamentou as muitas "placagens tardias e precoces" e condenou as equipas por jogarem "venenosamente". Durante o jogo, Allan Clarke, Jack Charlton, David Webb, Peter Houseman, Ron Harris e Alan Birchenall sofreram lesões que os impediram de participar nos jogos seguintes. O Chelsea vingou-se ao eliminar o Leeds da Copa da Liga após uma partida de replay. As equipes também se enfrentaram na final da FA Cup de 1970, o jogo que cimentou a rivalidade.
O Chelsea e o Leeds disputaram a final da FA Cup em Wembley, a 11 de abril de 1970. O Leeds foi geralmente considerado a melhor equipe do dia  e liderou por duas vezes, mas um gol de Ian Hutchinson no final do jogo levou o Chelsea a um replay, o primeiro numa final de FA Cup desde 1912. O jogo de replay em Old Trafford atraiu uma audiência televisiva de 28 milhões de espectadores, o que a tornou na sexta transmissão televisiva mais vista na história do Reino Unido. É considerado um dos jogos de futebol mais sujos da história. Harris foi destacado para marcar Eddie Gray, o melhor jogador de Wembley; uma série de faltas cometidas por Harris durante a primeira parte imobilizou o escocês. Charlton deu uma joelhada e uma cabeçada em Osgood, Hunter e Hutchinson trocaram socos e Eddie McCreadie arrasou Billy Bremner com um desafio de "kung fu". Bonetti lesionou-se depois de ter sido empurrado para a trave por Jones e coxeou durante o resto do jogo com um joelho fortemente enfaixado.
O árbitro David Elleray reviu o jogo anos mais tarde e concluiu que teria emitido seis cartões vermelhos e vinte cartões amarelos. No entanto, o árbitro Eric Jennings só marcou um jogador - Hutchinson - nos dois jogos. Hugh McIlvanney escreveu que "às vezes parecia que o Sr. Jennings só daria um pontapé livre mediante a apresentação de uma certidão de óbito". Mick Jones voltou a colocar o Leeds em vantagem, mas Osgood empatou a 12 minutos do fim e o Chelsea acabou vencendo por 2-1 após a prorrogação. Charlton ficou tão zangado com a derrota que deixou o campo sem receber a medalha de vice-campeão: "Não foi a perda do jogo, foi a perda do jogo para o Chelsea, porque nunca houve duas equipes mais competitivas quando nos enfrentamos durante um período de quatro ou cinco anos". O jogo foi citado como uma das melhores finais da FA Cup.

A animosidade continuou na década de 1970. Geoffrey Green, do The Times, referiu que um empate a zero em Stamford Bridge, em dezembro de 1971, às vezes "assemelhava-se mais a uma vingança da Máfia do que ao futebol". Uma multidão de 51.000 espectadores (com mais 9.000 ficando de fora) assistiu a uma vitória do Chelsea por 4-0 sobre o Leeds, no jogo de abertura da temporada 1972–73. O jogo foi "manchado por uma série de infrações"; Trevor Cherry, Chris Garland e Terry Yorath foram todos advertidos, e o Leeds perdeu David Harvey e Mick Jones por lesão. Os problemas com a multidão e as invasões de campo levaram o Chelsea a erguer vedações de arame à volta das bancadas.